# الرحبة (ناطع)

تعديل مصدري - تعديل

الرحبة هي إحدى قرى عزلة ال سودان بمديرية ناطع التابعة لمحافظة البيضاء، بلغ تعداد سكانها 69 نسمة حسب تعداد اليمن لعام 2004.